# Euchromia tawiensis
Euchromia tawiensis är en fjärilsart som beskrevs av Schultze 1925. Euchromia tawiensis ingår i släktet Euchromia och familjen björnspinnare. Inga underarter finns listade i Catalogue of Life.